# Dettopsomyia jacobsoni
Dettopsomyia jacobsoni är en tvåvingeart som beskrevs av Oswald Duda 1926. Dettopsomyia jacobsoni ingår i släktet Dettopsomyia och familjen daggflugor. Inga underarter finns listade i Catalogue of Life.